# 圣马力诺签证政策
圣马力诺不是欧盟或欧洲经济区的成员。然而，它与意大利保持着开放的边境。由于圣马力诺只能通过意大利进入，不先进入申根区是不可能进入圣马力诺的，因此申根签证规则实际上适用。外国游客在圣马力诺停留超过10天必须得到政府的许可。

## 双边协定
圣马力诺签署的互免签证协议对外国公民只具有象征意义，但对圣马力诺护照持有人有实际益处。圣马利诺与阿根廷、奥地利、波斯尼亚黑塞哥维那、保加利亚、中国、芬兰、匈牙利、日本、肯尼亚、拉脱维亚、立陶宛、摩洛哥、葡萄牙、罗马尼亚、斯洛文尼亚和英国签订了关于普通护照的互免协定。此外，还与阿塞拜疆、冈比亚、摩尔多瓦、史瓦蒂尼、突尼斯、土耳其和乌干达签署了外交和公务护照持的互免协定。

## 护照盖章
当游客访问圣马力诺时不会检查护照，因此没有护照盖章。不过，游客可以在国家旅游局获得护照纪念印章，当局认为这是官方印章。